# Hoofdklasse hockey heren 2020/21
Het seizoen 2020/21 is de 48e editie van de Nederlandse Heren Hoofdklasse Hockey. De reguliere competitie liep van zondag 6 september 2020, met een winterstop tussen 6 december 2020 en 14 maart 2021, tot en met zondag 2 mei 2020. Aansluitend aan het eind van de reguliere competitie volgden de play-offs om het landskampioenschap en promotie/degradatie.
Omdat het seizoen 2019/2020 door corona niet werd uitgespeeld, is er van dat seizoen geen landskampioen en is er ook geen team gedegradeerd.

## Clubs
| Club                 | Stad             | Accommodatie                | Coach                   |
| -------------------- | ---------------- | --------------------------- | ----------------------- |
| Almeerse HC          | Almere           | Sportpark Klein Brandt      | Pasha Gademan           |
| Amsterdamsche H&BC   | Amstelveen       | Wagener-stadion             | Jan Jorn van ‘t Land    |
| HC Bloemendaal       | Bloemendaal      | Sportpark 't Kopje          | Michel van den Heuvel   |
| HC Den Bosch         | 's-Hertogenbosch | Sportpark Oosterplas        | Eric Verboom            |
| HGC                  | Wassenaar        | Sportpark De Roggewoning    | Paul van Ass            |
| Hurley               | Amstelveen       | Sportpark Amsterdamse Bos   | Peter Jonker            |
| SV Kampong           | Utrecht          | Sportpark Maarschalkerweerd | Alexander Cox           |
| HC Klein Zwitserland | Den Haag         | Sportpark Klein Zwitserland | Carlos Castano          |
| Oranje-Rood          | Eindhoven        | Sportpark Aalsterweg        | Roger van Gent          |
| Pinoké               | Amstelveen       | Sportpark Amsterdamse Bos   | Jesse Mahieu            |
| HC Rotterdam         | Rotterdam        | Stadion Hazelaarweg         | Albert Kees Manenschijn |
| HC Tilburg           | Tilburg          | Sportpark Oude Warande      | Jeroen Delmee           |

## Ranglijst

### Stand
|         | pos | club              | gs | w  | g | v  | pnt | dv | dt  | ds  |
| ------- | --- | ----------------- | -- | -- | - | -- | --- | -- | --- | --- |
| Stabiel | 1.  | Bloemendaal       | 22 | 19 | 2 | 1  | 59  | 85 | 33  | +52 |
| Stabiel | 2.  | Kampong           | 22 | 18 | 2 | 2  | 53  | 78 | 31  | +47 |
| Stabiel | 3.  | Rotterdam         | 22 | 12 | 6 | 4  | 42  | 66 | 42  | +24 |
| Stabiel | 4.  | Den Bosch         | 22 | 13 | 2 | 7  | 41  | 50 | 34  | +16 |
| Stabiel | 5.  | Pinoké            | 22 | 12 | 3 | 7  | 39  | 75 | 41  | +34 |
| Stabiel | 6.  | HGC               | 22 | 12 | 1 | 9  | 37  | 61 | 43  | +18 |
| Stabiel | 7.  | Amsterdam         | 22 | 8  | 6 | 8  | 30  | 58 | 60  | -2  |
| Stabiel | 8.  | Oranje Rood       | 22 | 9  | 2 | 11 | 29  | 61 | 63  | -2  |
| Stabiel | 9.  | HC Tilburg        | 22 | 5  | 3 | 14 | 18  | 42 | 83  | −41 |
| Stabiel | 10. | Hurley            | 22 | 5  | 0 | 17 | 15  | 32 | 74  | −42 |
| Stabiel | 11. | Klein Zwitserland | 22 | 3  | 5 | 14 | 14  | 35 | 61  | −26 |
| Stabiel | 12. | Almere            | 22 | 0  | 0 | 22 | 0   | 24 | 100 | −76 |

Bron: Flashscore

### Legenda
| Kleur | Kwalificatie voor                                             |
| ----- | ------------------------------------------------------------- |
|       | Landskampioen na Play-offs, Plaatsing Euro Hockey League 2022 |
|       | Plaatsing Euro Hockey League 2022                             |
|       | Verliezer Play-offs landskampioenschap en Europees hockey     |
|       | Play-offs tegen degradatie naar de Promotieklasse             |
|       | Degradatie naar de Promotieklasse na Play-offs                |
|       | Degradatie naar de Promotieklasse                             |

Informatie: Wanneer de kampioen van de reguliere competitie ook 
de finale van de play offs bereikt, spelen de verliezend halvefinalisten
play offduels om het derde Europese ticket.

### Uitslagen reguliere competitie
| Thuis ╲ Uit       | ALM | AMS | BLO | DBO | HGC | KAM | KLE | ORA | PIN | ROT | SCH | TIL |
| ----------------- | --- | --- | --- | --- | --- | --- | --- | --- | --- | --- | --- | --- |
| Almeerse HC       |     |     |     |     |     |     |     |     |     |     |     |     |
| Amsterdam         |     |     |     |     |     |     |     |     |     |     |     |     |
| Bloemendaal       |     |     |     |     |     |     |     |     |     |     |     |     |
| Den Bosch         |     |     |     |     |     |     |     |     |     |     |     |     |
| HGC               |     |     |     |     |     |     |     |     |     |     |     |     |
| Hurley            |     |     |     |     |     |     |     |     |     |     |     |     |
| Kampong           |     |     |     |     |     |     |     |     |     |     |     |     |
| Klein Zwitserland |     |     |     |     |     |     |     |     |     |     |     |     |
| Oranje Rood       |     |     |     |     |     |     |     |     |     |     |     |     |
| Pinoké            |     |     |     |     |     |     |     |     |     |     |     |     |
| Rotterdam         |     |     |     |     |     |     |     |     |     |     |     |     |
| HC Tilburg        |     |     |     |     |     |     |     |     |     |     |     |     |

Bron: Flashscore

### Topscorers
| pos | Speler              | Club               | tot.' | vd' | sc' | sb' |
| --- | ------------------- | ------------------ | ----- | --- | --- | --- |
| 1.  | Alexander Hendrickx | Pinoké             | 21    | 1   | 18  | 2   |
| 2.  | Mirco Pruyser       | Amsterdamsche H&BC | 20    | 14  | 2   | 4   |
| 3.  | Jeroen Hertzberger  | HC Rotterdam       | 19    | 6   | 8   | 5   |
|     | Tim Swaen           | HC Bloemendaal     | 19    | 1   | 18  | 0   |
| 5.  | Jip Janssen         | SV Kampong         | 15    | 1   | 14  | 0   |
|     | Bjorn Kellerman     | SV Kampong         | 15    | 15  | 0   | 0   |
|     | Thijs van Dam       | HC Rotterdam       | 15    | 13  | 2   | 0   |

## Play-offs Landskampioenschap
Overzicht van de play-offs is te vinden op Hoofdklassehockey.nl